# مريم سليمان
مريم سليمان هي لاعبة ألعاب قوى وعداءة إماراتية.

## الميداليات والألقاب
استطاعت مريم سليمان إحراز العديد من الميداليات والألقاب خلال مشاركاتها بالبطولات الإقليمية والدولية المختلفة، ويوضح الجدول التالي أهم الميداليات التي حققتها والمراكز التي احتلتها خلال مسيرتها:
| السنة | البطولة                                   | الميدالية/المركز | المسابقة          | ملاحظات                                         |
| ----- | ----------------------------------------- | ---------------- | ----------------- | ----------------------------------------------- |
| 2016  | دورة الألعاب للأندية العربية للسيدات 2016 | فضية             | سباق 5000 متر مشي | استطاعت إنهاء السباق في زمن قدره 46:41:42 دقيقة |